# Washington Nationals

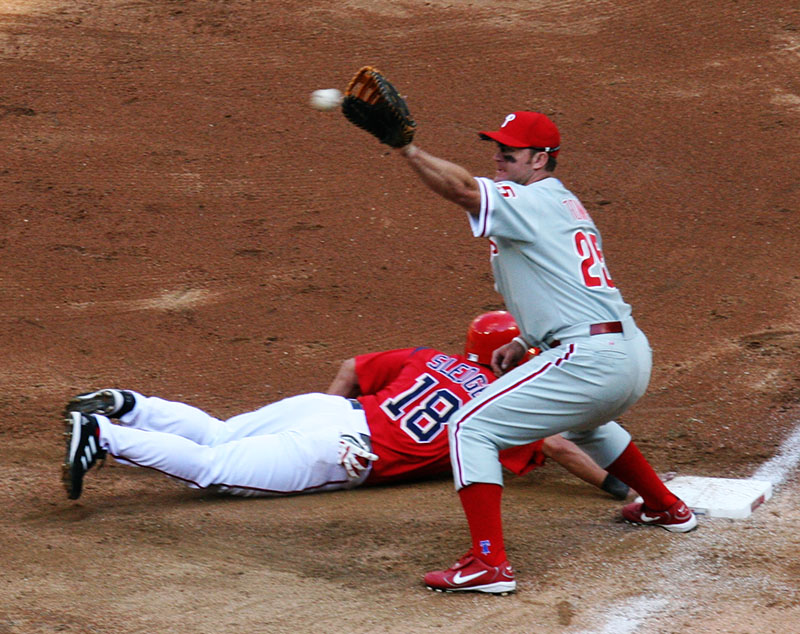

Washington Nationals je profesionální baseballový klub z Major League Baseball, patřící do východní divize National League.
Tým byl založen v roce 1969 pod jménem Montreal Expos. Před sezónou 2005 se přestěhoval do Washingtonu a název byl změněn na dnešní Washington Nationals.
Není bez zajímavosti, že klub s názvem Washington Nationals byl založen již v roce 1901, ale později byl přestěhován – jedná se o dnešní Minnesota Twins.
V roce 2019 zvítězili ve finálové sérii Národní ligy a poprvé postoupili do Světové série.